# Firmin Bouisset

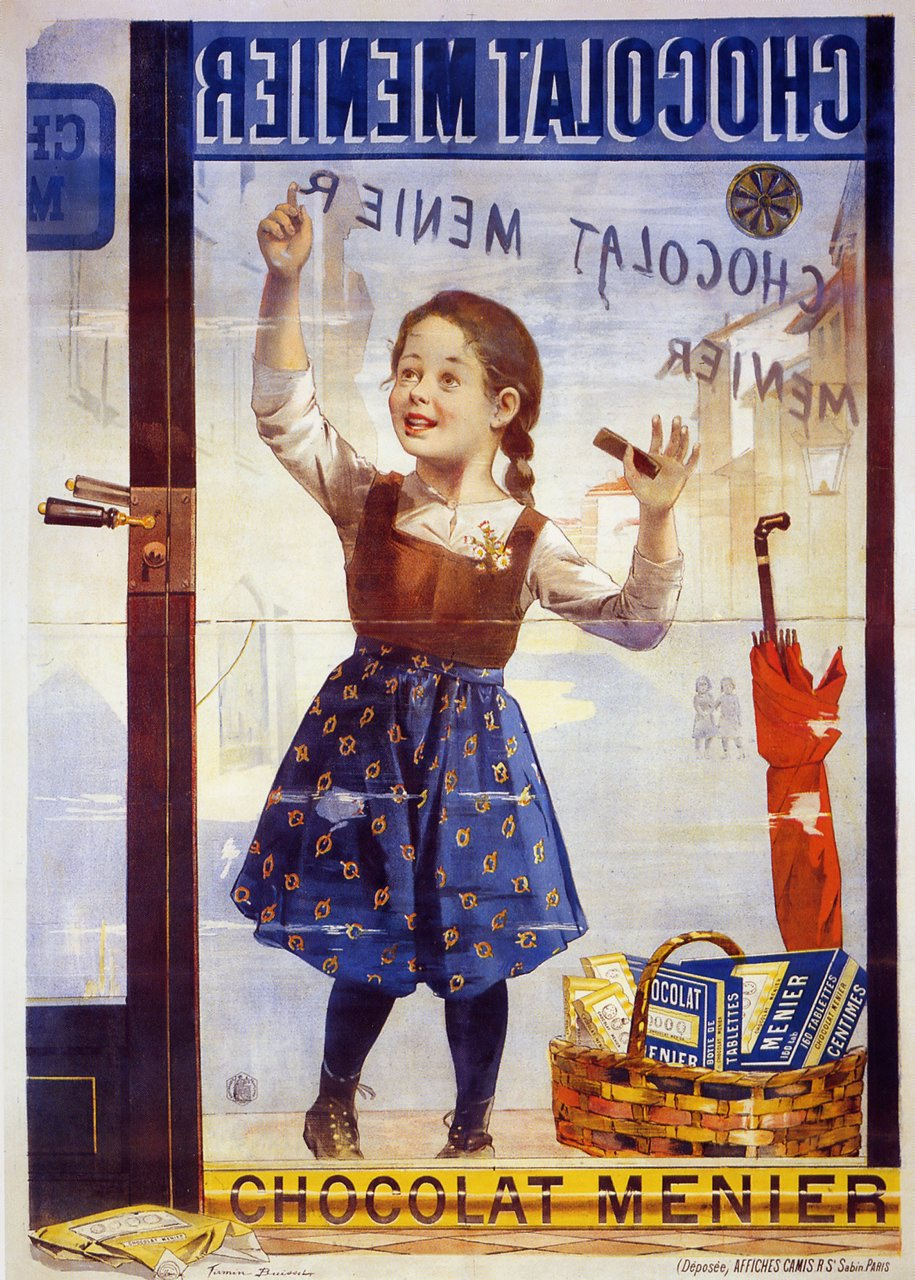
Manifesto pubblicitario del cioccolato Menier-1894

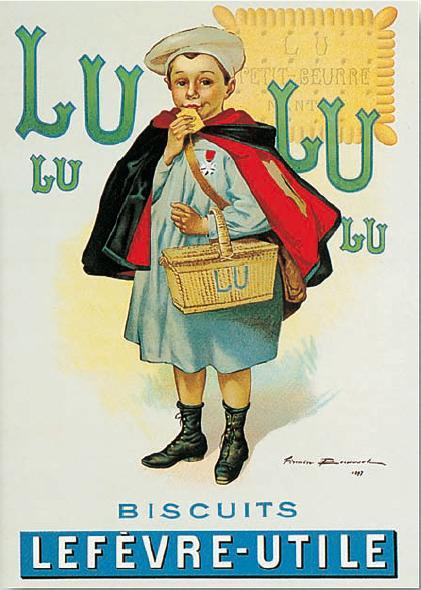
Manifesto pubblicitario LU

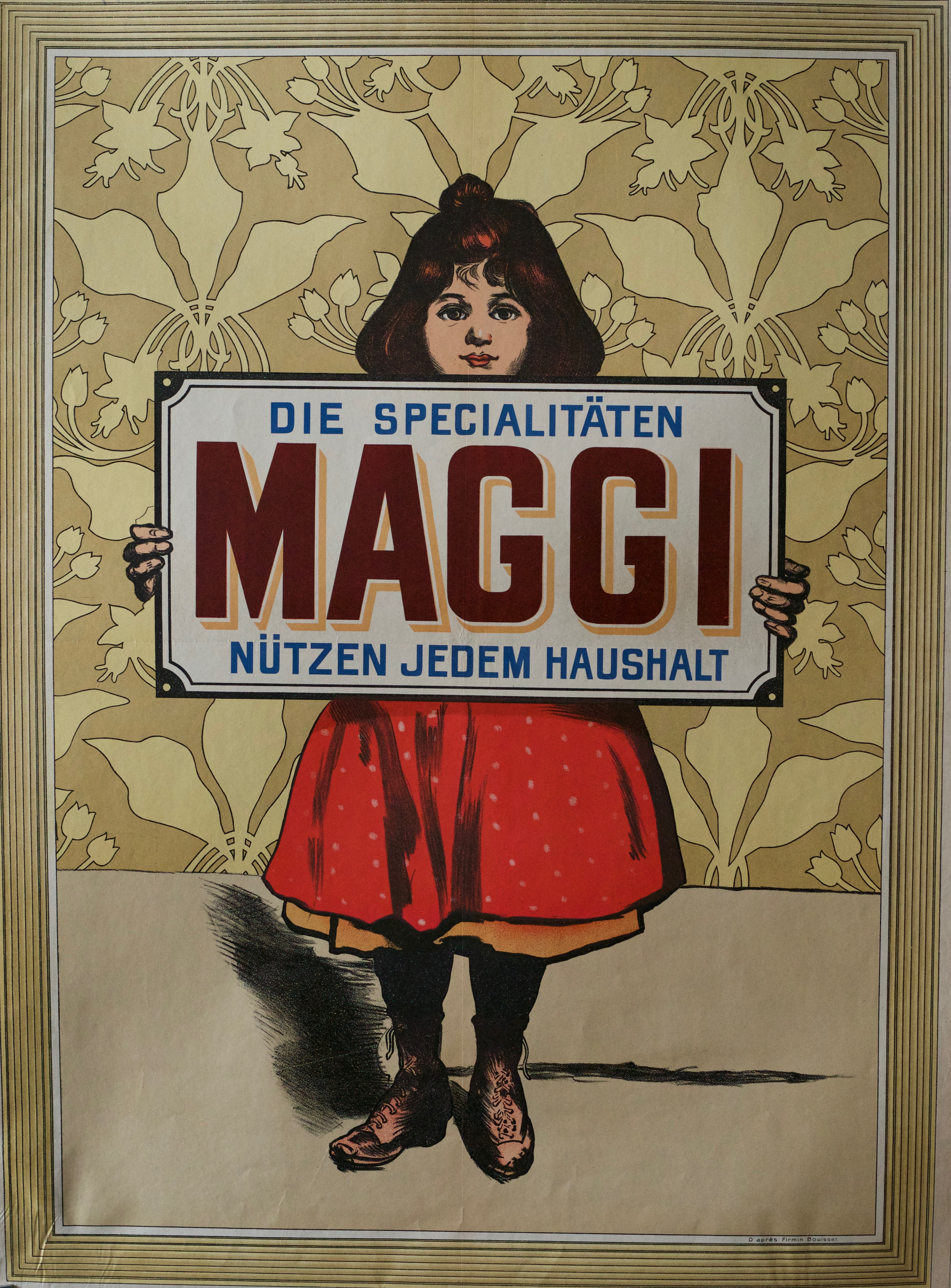
Pubblicità Maggi (1900)

Firmin Bouisset (Moissac, 2 settembre 1859 – Parigi, 19 marzo 1925) è stato un illustratore e litografo francese.

## Biografia
Nato nella campagna di Moissac da un padre mugnaio, Bouisset fu ammesso con concorso dell'École nationale supérieure des beaux-arts al corso di Alexandre Cabanel nel marzo 1880 e nello stesso anno espose due tele al Salon.
Firmin Bouisset si è affermò in diversi generi. Fu autore di fregi, affreschi, soffitti, murales di tutti i tipi, illustrò molti libri anche per bambini e divenne noto soprattutto per i suoi manifesti pubblicitari, fra i quali quelli dei biscotti Petit écolier della marca LU, la carta da sigarette JOB e il manifesto pubblicitario nel quale ritrasse la bambina del cioccolato Menier; sua figlia Yvonne gli fece da modella quando fu assunto dall'industria  . La ragazzina, ritratta nel gesto di dipingere il nome di Menier con il cioccolato, diventerà l'immagine della società e verrà ripresa da un gran numero di pubblicità per numerosi prodotti aziendali confezionati e per articoli promozionali. 
Léon Cladel gli affidò l'illustrazione del suo romanzo N'a un oeil.
Fu membro della giuria di Incisione e arte decorativa, dal 1897 fu ufficiale di pubblica istruzione, Cavaliere della Legion d'onore dal febbraio 1903.